# هي كل ذلك وأكثر
هي كل ذلك وأكثر (بالإنجليزية:  She's All That)‏ هو فيلم كوميدي رومانسي أمريكي من إخراج روبرت إسكوف. وبطولة فريدي برينزي جونيور وراشيل لي كوك وبول ووكر وماثيو ليلارد.

## روابط خارجية
- الموقع الرسمي
- هي كل ذلك وأكثر  على قاعدة بيانات الأفلام على الإنترنت (بالإنجليزية).[1]
- هي كل ذلك وأكثر على موقع أول موفي.
- هي كل ذلك وأكثر على فهرس معهد الفيلم الأمريكي
- هي كل ذلك وأكثر في قاعدة بيانات تيرنر كلاسيك موفيز للأفلام.

1. ↑  قاعدة بيانات الفيلم (باللغات المتعددة), QID:Q20828898